# Chopinzinho
Chopinzinho ist ein brasilianisches Munizip im Süden des Bundesstaats Paraná. Es hat 21.085 Einwohner (2022), die sich Chopinzinhenser nennen. Seine Fläche beträgt 960 km². Es liegt 720 Meter über dem Meeresspiegel.

## Etymologie
Der Name Chopinzinho bedeutet auf Deutsch kleiner Chopim. Er kommt von dem gleichnamigen Nebenfluss des Rio Chopim. Dieser trägt seinen Namen wegen der Chupim-Singvögel (deutsch: Seidenkuhstärling), die hier in großer Zahl angetroffen wurden.

## Geschichte

### Besiedlung
Die Region von Campos de Palmas, in der sich die Chopinzinho befindet, wurde 1726 von Zacarias Dias Côrtes entdeckt. Die Besiedlung begann 1855 mit der Ankunft der Expeditionäre Joaquim Ferreira dos Santos und Pedro Siqueira Côrtes, die am 28. Februar 1855 die Gemeinde Palmas gründeten.
Die heutige Gemeinde Chopinzinho war zunächst eine Militärkolonie, die Colônia Militar “Coronel Santiago Dantas”, die auf Befehl von Kaiser Peter II. am 16. November 1859 durch das Dekret Nr. 2.502 zusammen mit den Militärkolonien Chapecó, Iguassú und Jataí gegründet wurde. Sie hatte den Hauptzweck, den Südwesten von Paraná gegen Argentinien zu verteidigen, das diese Gebiete beanspruchte. Sie wurde am 27. Dezember 1882 von Oberst Francisco Clementino de Santiago Dantas gegründet. Die Arbeiten begannen jedoch erst im November 1881 mit der Ankunft des Militärs und der Siedler, die sofort mit der Erschließung des Waldes, dem Bau von Häusern und der Erkundung der Umgebung, z. B. des Rio Dório, sowie mit der Öffnung von Straßen unter anderem nach Mangueirinha begannen.
Am 30. April 1909 ging die Militärkolonie in den zivilen Bereich über und wurde in Distrito Policial de Chopim umbenannt, der zum Munizip Palmas gehörte.

### Erhebung zum Munizip
Chopinzinho wurde durch das Staatsgesetz Nr. 253 vom 26. November 1954 aus Mangueirinha ausgegliedert und in den Rang eines Munizips erhoben. Es wurde am 14. Dezember 1955 als Munizip installiert.

## Geografie

### Fläche und Lage
Chopinzinho liegt auf dem Terceiro Planalto Paranaense (der Dritten oder Guarapuava-Hochebene von Paraná). Seine Fläche beträgt 960 km². Es liegt auf einer Höhe von 720 Metern.

### Vegetation
Das Biom von Chopinzinho ist Mata Atlântica.

### Klima
Das Klima ist gemäßigt warm. Es werden hohe Niederschlagsmengen verzeichnet (1876 mm pro Jahr). Im Jahresdurchschnitt liegt die Temperatur bei 18,6 °C. Die Klimaklassifikation nach Köppen und Geiger lautet Cfa.

### Gewässer
Chopinzinho liegt im Einzugsgebiet des Iguaçu. Dessen linker Nebenfluss Rio Lajeado Grande dos Índios bildet die östliche Grenze des Munizips. Der Rio Chopinzinho durchfließt das Munizip etwa in seiner Mitte von Süd nach Nord und mündet in den Rio do Bugre kurz vor dessen Mündung in den Iguaçu.

### Straßen
Chopinzinho liegt an der BR-373, die Pato Branco im Süden mit der BR-277 im Norden verbindet. Über die PRC-158 kommt man im Norden nach Laranjeiras do Sul.

### Terras Indígenas
Im Gebiet des Munizips liegen 70 % der Reserva Indígena Mangueirinha. Die weiteren 30 % liegen in Mangueirinha und Coronel Vivida. Gemäß der Datenbank der indigenen Territorien des Instituto Socioambiental leben hier 765 Menschen von den Völkern der Guarani, der Guarani Mbya und der Kaingang.(Stand: 2014).
| Terra indígena | Völker                             | Bewohner | Fläche (km²) | Bewohner pro km² | Kategorie        |
| -------------- | ---------------------------------- | -------- | ------------ | ---------------- | ---------------- |
| Mangueirinha   | Guarani, Guarani Mbya und Kaingang | 765      | 164          | 4,7              | Reserva Indígena |

### Nachbarmunizipien
| Sulina und Saudade do Iguaçu | Rio Bonito do Iguaçu und Porto Barreiro     | Candói                         |
| São João                     | Kompassrose, die auf Nachbargemeinden zeigt | Foz do Jordão und Mangueirinha |
|                              | Coronel Vivida                              |                                |

## Stadtverwaltung
Bürgermeister: Edson Luiz Cenci, PSL (2021–2024)
Vizebürgermeister: Daniel Zanesco, PL (2021–2024)

## Demografie

### Bevölkerungsentwicklung
| Jahr | Einwohner | Stadt | Land |
| ---- | --------- | ----- | ---- |
| 1960 | 21.797    | 6 %   | 94 % |
| 1970 | 27.042    | 9 %   | 91 % |
| 1980 | 35.170    | 22 %  | 78 % |
| 1991 | 24.587    | 34 %  | 66 % |
| 2000 | 20.543    | 51 %  | 49 % |
| 2010 | 19.679    | 64 %  | 36 % |
| 2022 | 21.085    |       |      |

Quelle: IBGE (2011) und Volkszählung 2022

### Ethnische Zusammensetzung
| Gruppe * | 1991    | 2000    | 2010    | wer sich als …                                                                   |
| --- | ------- | ------- | ------- | -------------------------------------------------------------------------------- |
| Weiße | 72,8 %  | 83,0 %  | 66,9 %  | weiß bezeichnet                                                                  |
| Schwarze | 1,4 %   | 2,2 %   | 2,3 %   | schwarz bezeichnet                                                               |
| Gelbe | 0,2 %   | 0,0 %   | 0,4 %   | von fernöstlicher Herkunft wie japanisch, chinesisch, koreanisch etc. bezeichnet |
| Braune | 23,8 %  | 11,3 %  | 27,2 %  | braun oder als Mischung aus mehreren Gruppen bezeichnet                          |
| Indigene | 1,8 %   | 2,8 %   | 3,2 %   | Ureinwohner oder Indio bezeichnet                                                |
| ohne Angabe | 0,1 %   | 0,7 %   | 0,0 %   |                                                                                  |
| Gesamt | 100,0 % | 100,0 % | 100,0 % |                                                                                  |
| *) Das IBGE verwendet für Volkszählungen ausschließlich diese fünf Gruppen. Es verzichtet bewusst auf Erläuterungen. Die Zugehörigkeit wird vom Einwohner selbst festgelegt. |         |         |         |                                                                                  |

Quelle: IBGE (Stand: 1991, 2000 und 2010)

## Wirtschaft

### Kennzahlen
Mit einem Bruttoinlandsprodukt pro Einwohner von 34.459,48 R$ bzw. rund 7.700 € lag Chopinzinho 2019 auf dem 129. Platz im zweiten Viertel der 399 Munizipien Paranás.
Sein hoher Index der menschlichen Entwicklung von 0,740 (2010) setzte es auf den 54. Platz im obersten Viertel der paranaischen Munizipien.